# Рудосільська ікона

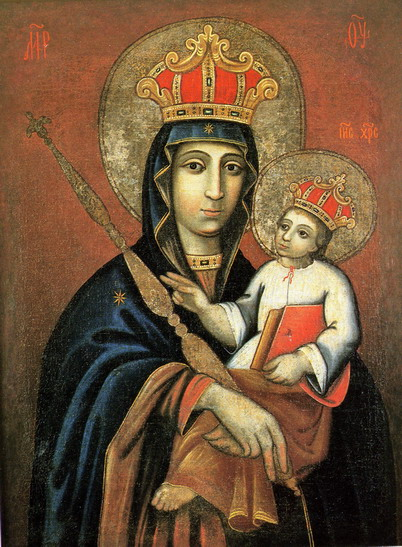
Рудосільська ікона

Рудосільська ікона — ікона Богородиці, яка прославилася в селі Руде Село, Володарського району Київської області. 
Дні святкування: День Святого Духа (другий день Трійці) та 11 серпня.

## Оповідання
В селі знаходився маєток поміщика Станіслава Залєсського. Саме Станіслав Залєсський, лікуючись в Польщі, купив цю ікону на ярмарку і молився перед нею за своє зцілення. Незабаром він одужав і повернувся у свій маєток у Рудому Селі. Куплену ним ікону він залишив у Польщі (можливо тому, що ікона мала великі розміри).

На честь свого одужання і повернення додому, пан Станіслав влаштував свято. Під час цього свята служниця повідомила пану Залєсському, що в погребі невідомим чином з'явилася ікона, а коли пан спустився туди то побачив куплену ним ікону і почув голос: 
|  | Коли ти болів, ти молився до Мене, а коли вилікувався, то забув Мене. |

Деякий час ікона знаходилася в погребі, тому що спроби винести її закінчувалися невдало. Лише після того, як покликали православного священика і відслужили молебен, ікону винесли семирічні дівчата.
Пан Залєсський був настільки вражений цими подіями, що, будучи католиком, у 1825 році почав будувати в селі православну церкву.
Закінчили будівництво 1841 року, вже після смерті Станілава Залєсського.
Після чудесного з'явлення ікони, в Руде Село почали приходити люди не лише з навколишніх сіл, а й з інших регіонів. Хворі душевно чи тілесно люди неодноразово зцілювалися (деякі з цих чудесних зцілень описані в книзі В. Перерви «Рудосільські святині»).
Неодноразово Рудосільську ікону викрадали, але щоразу дивним чином ікона поверталася назад у Руде Село.